# Aeroportul Internațional Münster Osnabrück
Aeroportul Internațional Münster Osnabrück (în germană Flughafen Münster/Osnabrück) (IATA: FMO, ICAO: EDDG) este un aeroport din Greven, Steinfurt, Regiunea administrativă Münster, Renania de Nord-Westfalia, Germania ce deservește zona Münster. Aeroportul a fost tranzitat în 2022 de 830.772 de pasageri. A fost deschis în 1972 și numit după zona deservită.
Situat la o altitudine de 48 m, aeroportul dispune de 1 pistă.

## Infrastructură

### Piste
Aeroportul dispune de o singură pistă. Pista 07/25 are suprafața de asfalt și dimensiunile 2.170 m × 45 m. 